# Hildale
La ville de Hildale est située dans le comté de Washington, dans l’État de l’Utah, aux États-Unis. Lors du recensement de 2010, sa population s’élevait à 2 726 habitants. Hildale est à la frontière avec l’Arizona, sa ville sœur étant Colorado City.
Hildale est le siège de l'Église fondamentaliste de Jésus-Christ des saints des derniers jours.

## Source
- (en) Cet article est partiellement ou en totalité issu de l’article de Wikipédia en anglais intitulé « Hildale, Utah » (voir la liste des auteurs).